# Hans-Jürgen Tillich
Hans-Jürgen Tillich ( n. 1938 ) es un botánico germano, trabajando en la sistemática, morfología y anatomía de las monocotiledóneas.

## Algunas publicaciones
- hans-jürgen Tillich. 2008a. A revised and much extended key for the genus Aspidistra (Ruscaceae, Monocotyledons). Feddes Repert. 119: en prensa

- -----------------------------, l.v. Averyanov. 2008b. Two new species and one new subspecies of Aspidistra Ker Gawl. (Ruscaceae) from Vietnam. Feddes Repert. 119: en prensa

- -----------------------------. 2007a. Six new species of Aspidistra (Ruscaceae) from northern Vietnam. Blumea 52: 335 – 344

- f. Taeb, s. Zarre, d. Podlech, h.-j. Tillich, s. Kazempour Osaloo, a.a. Maassoumi. 2007b. A contribution to the phylogeny of annual species of Astragalus (Fabaceae) in the old world using hair micromorphology and other morphological characters. Feddes Repert 118: 206–227

- hans-jürgen Tillich, r. Tuckett, e. Facher. 2007c. Do Hydatellaceae belong to the monocotyledons or basal angiosperms? Evidence from seedling morphology. Willdenowia 37 (2): 399 – 406 en línea

- -----------------------------. 2007d. Seedling diversity and the homologies of seedling organs in the order Poales (Monocotyledons). Ann. of Botany 100: 1413 – 1429

- -----------------------------, l.v. Averyanov, n.v. Dzu. 2007e. Six new species of Aspidistra (Ruscaceae) from northern Vietnam. Blumea 52: 335 – 344

- a. Pirani, s. Zarre, h.-j. Tillich, d. Podlech, v. Niknam. 2006a. Spine anatomy and its systematic application in Astragalus sect. Rhacophorus s.l. (Fabaceae) in Iran. Flora 201: 240 – 247

- hans-jürgen Tillich. 2006b. Four new species of Aspidistra (Ruscaceae, Monocotyledons) from China, Japan, and Vietnam. Feddes Repert. 117: 139 – 145

- -----------------------------. 2005. A key for Aspidistra, including fifteen new species from Vietnam. Feddes Repert. 116: 313 – 338

- a. Hofreiter, hans-jürgen Tillich. 2003. Revision of the subgenus Sphaerine (Herb.) Baker of Bomarea Mirb. (Alstroemeriaceae). Feddes Repert. 114:

- -------------------, -----------------------------. 2002. Root anatomy of the Commelinaceae (Monocotyledoneae). Feddes Repert. 113 (3–4): 231–255

- hans-jürgen Tillich. 1998. Exkursion nach NW-Spanien vom 16. - 29. Juni 1998. Editor Inst. für Systemat. Botanik, 25 pp.

- -----------------------------. 1995. Seedlings and systematics in monocotyledons. pp. 303-352 en: Rudall, P. J., Cribb, P. J., Cutler, D. F. & Humphries, C. J. (ed.), Monocotyledons: systematics and evolution. Kew

- -----------------------------. 1990. Die Keimpflanzen der Nymphaeaceae – monocotyl oder dicotyl? Flora 184: 169-176

### Libros
- hans-jürgen Tillich. 1996. Flora von Mülhausen/Thüringen. Volumen 5 de Haussknechtia: Beiheft. Editor Thüringische Botanische Gesellschaft, 143 pp.

- -----------------------------. 1980. Vergleichend-morphologische Untersuchungen an Keimpflanzen der Liliopsida (Monokotyledoneae). Editor Pädagogischen Hochschule "Dr. Theodor Neubauer", 484 pp.

- -----------------------------. 1971. Vergleichend-morphologische und entwicklungsgeschichtliche Untersuchungen an Saxifrafaceen-Infloreszenen. Editor Potsdam

- La abreviatura «Tillich» se emplea para indicar a Hans-Jürgen Tillich como autoridad en la descripción y clasificación científica de los vegetales.[2]